# Doddasarangi, Tumkur
Doddasarangi là một làng thuộc tehsil Tumkur, huyện Tumkur, bang Karnataka, Ấn Độ.